# Стадион Сењи ут

Стадион Сењи ут (мађ. Szőnyi úti Stadion) је спортски стадион у Зуглу, Будимпешта, Мађарска. Стадион је дом фудбалске асоцијације БВСЦ Будимпешта. Стадион има капацитет од 12.000 гледалаца.

## Историја
Дана 2. априла 2015. године у спортском центру клуба свечано су отворена три нова вештачка терена. Један од терена је величине 40 x 60 метара, а друга два су величине 22 x 40 метара. Цена изградње нових парцела износила је 150 милиона мађарских форинти. Инвестицију су финансирали Мађарски фудбалски савез (70%) и локална управа будимпештанског округа Зуглоа.

## Гледаност
Рекордна посећеност:
- 22.000 ФК Будимпешта ВСК и ФК Хонвед, 28. фебруар 1959.[2]
- 12.000 ФК Будимпешта ВСК и ФК Ујпешт, септембар 1994.